# Håkan Borgström
Håkan Axel Borgström, född 19 januari 1959 i Stockholm, är en svensk vetenskapsjournalist, författare och kommunikationskonsult. Flertalet titlar är populärvetenskapliga böcker för barn, men han har även skrivit både faktaböcker och prosa.